# Asaphistis asema
Asaphistis asema är en fjärilsart som beskrevs av Diakonoff 1973. Asaphistis asema ingår i släktet Asaphistis och familjen vecklare. Inga underarter finns listade i Catalogue of Life.